# 符雅凝
符 雅凝（フー・ヤーニン）は、中国の歌手・女優。

## 来歴
2017年に中韓合同のアイドルプロジェクトである「WORLD K SCHOOL」に参加し、4人組のアイドルグループ「シンデレラ（辛徳瑞拉）」のメンバーとしてデビューするが、2018年に解散。2019年に果然娯楽の練習生となる。また、同年に中国伝媒大学を卒業。
2020年にiQIYIのオーディション番組『青春有你2』に出演し、視聴者投票によって最終順位は53位であった。
2021年には、Mnetのオーディション番組『Girls Planet 999』に出演し、視聴者投票によって最終順位は12位（P12）であった。
2022年4月21日、1stミニアルバム『凝 -NING-』でソロデビュー予定。

## 人物
MBTIはENTJで指揮官型の性格である。
Girls Planet 999(以下:ガルプラ)にて同じ参加者であるKグループで、ヤーニン達がプラネット探求戦で披露した曲の原曲者、CLCのメンバーであるユジン(現在はKep1erの活動に専念)に対する挑発的な発言が問題となりSNS上で炎上。しかし同じ番組参加者であるリャン・チャオの微博のライブにてその発言は番組側が用意した意図的な悪編だと判明。これにより、Mnet側の問題が浮き彫りとなった。
また、番組内では親交のある様子が度々映され、ユジンが2022年9月におこなったVLIVEでのファンからのコメントでも「ガルプラ参加者で会いたい人は？」という質問が来た際「ヤーニンに会いたいな」と吐露。中国ではカカオトークが使えず、現在ヤーニンとは連絡が取れていないと話した。
ガルプラ開始前に公開されたYouTubeのパフォーマンス動画にて人種差別発言を含む歌詞が入ったラップを披露したとして炎上をしている 本人はこの件に対して公式微博にて謝罪文を載せている。

## ディスコグラフィ

### ミニアルバム
- 凝 -NING- (2022年4月21日)

## 出演

### ドラマ
- 卿卿我心
- 清風朗月花正開

### その他
- 青春有你2（2020年、iQIYI）
- Girls Planet 999（2021年、Mnet）